# Boergesenia forbesii
Boergesenia forbesii je makroskopická mořská zelená řasa se sifonální stélkou tvořenou jedinou buňkou s mnoha jádry. Tato řasa patří do čeledi Siphonocladaceae ze třídy Ulvophyceae.

## Charakteristika

### Morfologie
B. forbesii je žlutozelená řasa s průsvitnou stélkou tvořenou bublinovitými měchýřky naplněnými tekutinou. Tyto měchýřky dorůstají délky až 5 cm a šířky 1,4 cm. Stélka je sifonálního typu bez dělících sept a je tvořena jedinou obrovskou buňkou kyjovitého tvaru. Buňky rostou připevněné pomocí vláknitých rhizoidů k podkladu a vytvářejí shluky, které jsou mezi sebou propojené horizontálními stolony.

### Vnitřní stavba
Jednobuněčná stélka této řasy se nazývá koenocyt, což je vícejaderný útvar, který vzniká opakovaným dělením jader bez následného dělení buněk (cytokineze); odlišným procesem se tvoří syncitium.
Buňky obsahují četné chloroplasty. Každý chloroplast obsahuje jeden pyrenoid, což je specializovaný kompartment zvyšující účinnost fotosyntézy. Pyrenoid koncentruje oxid uhličitý v blízkosti enzymů zajišťujících zabudovávání uhlíku z oxidu uhličitého do biomasy.
Tyto řasy si vyvinuly specifický způsob hojení ran, protože mechanické poranění stélky by mohlo vést k úhynu celého organismu tvořeného jedinou buňkou. Během procesu hojení se v místě poranění nevytváří dočasná zátka, jako tomu bývá u jiných druhů řas. Při poškození se protoplasma během 6 až 9 hodin rozpadne na stovky sférických částí, z nichž si každá vytvoří vlastní buněčnou stěnu. Tyto útvary, nazývané aplanospory, po uvolnění do prostředí vyklíčí a postupně se z nich stane nová řasa. Tento proces je formou nepohlavního rozmnožování.

## Výskyt a rozšíření
B. forbesii vytváří shluky, které rostou v mělkých pobřežních vodách na tvrdých podkladech, jako jsou kameny nebo mrtvé korály. Tato řasa osidluje přílivové oblasti tropických moří Indo-Pacifiku o teplotách v rozmezí 20–30 °C.

## Význam

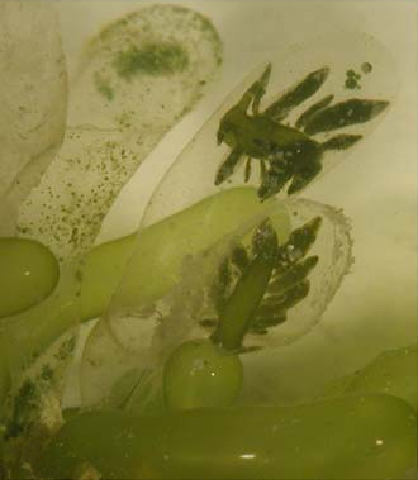
Ercolania kencolesi uvnitř řasy Boergesenia cf. forbesii. Lokalita: Lizard Island, Velký bariérový útes. Délka plže je okolo 5 mm.

B. forbesii je zkoumána zejména pro své antioxidační účinky, dané obsahem flavonoidů, saponinů, steroidních látek a fenolických sloučenin, které mohou být prospěšné pro lidské zdraví.
V úzkém vztahu s touto řasou žije plž Ercolania kencolesi, který proniká přímo do jejích buněk. Plž vytvoří otvor v buněčné stěně, proniká dovnitř řasy a živí se buněčným obsahem včetně chloroplastů, čímž získává svou zelenou barvu. Uvnitř buněk řasy pak také klade svá vajíčka.